# Epanaphe unifasciata
Epanaphe unifasciata is een vlinder uit de familie van de tandvlinders (Notodontidae). De wetenschappelijke naam van de soort is voor het eerst gepubliceerd in 1924 door Hulstaert.